# Punta Xcalac
Punta Xcalac (también se escribe Xcalak) es un pequeño cabo situado 10 km al norte de Bacalar, en el estado de Quintana Roo en México. En esta punta se ha desarrollado una comunidad de pescadores denominada Xcalac, que en la actualidad ha cobrado interés turístico. A ella llegan también las embarcaciones de un cierto calado que no pueden acceder por la poca profundidad de sus aguas, a la bahía de Chetumal y deben transbordar las mercancías a embarcaciones menores que de ahí toman rumbo hacia la capital del estado de Quintana Roo y también hacia el colindante Belice.

## Puntas
En la península de Yucatán el término Punta se utiliza para designar las formaciones que configuran el litoral. 

"Por su morfología es posible distinguir dos tipos de Puntas: los extremos del cordón litoral que señalan las entradas de mar hacia los esteros y, por otro lado, las salientes de tierra hacia el mar, sean arenosas o pétreas, y que marcan un cambio de dirección en el trazo de la línea del litoral."